# پرازئودیمیم(III) یدید
پرازئودیمیم(III) یدید (انگلیسی: Praseodymium(III) iodide) یک نمک معدنی با فرمول PrI3 می‌باشد. مولکول این نمک از یک اتم عنصر کمیاب پرازئودیمیم و سه اتم ید تشکیل شده‌است.

## تولید
حرارت دادن عنصر پرازئودیمیم و ید در یک محیط بی‌اثر باعث تولید یدید پرازئودیمیم (III) می‌شود:
{\displaystyle {\mathsf {2Pr+3I_{2}\ \xrightarrow {T} \ 2PrI_{3}}}}
همچنین این نمک را می‌توان با حرارت دادن پرازئودیمیم با یدید جیوه (II) بدست آورد:
{\displaystyle {\mathsf {2Pr+3HgI_{2}\ \xrightarrow {T} \ 2PrI_{3}+3Hg}}}

## ویژگی‌های فیزیکی
یدید پراسئودیمیم (III) بلورهای سبز رنگی را تشکیل می‌دهد که در آب محلول هستند.